# NGC 86
NGC 86 (ook wel PGC 1383, MCG 4-2-9 of ZWG 479.11) is een spiraalvormig sterrenstelsel in het sterrenbeeld Andromeda.
NGC 86 werd op 14 november 1884 ontdekt door de Franse astronoom Guillaume Bigourdan.